# Sylvicola punctatus
Sylvicola punctatus är en tvåvingeart som först beskrevs av Fabricius 1787.  Sylvicola punctatus ingår i släktet Sylvicola och familjen fönstermyggor. Inga underarter finns listade i Catalogue of Life.

## Bildgalleri

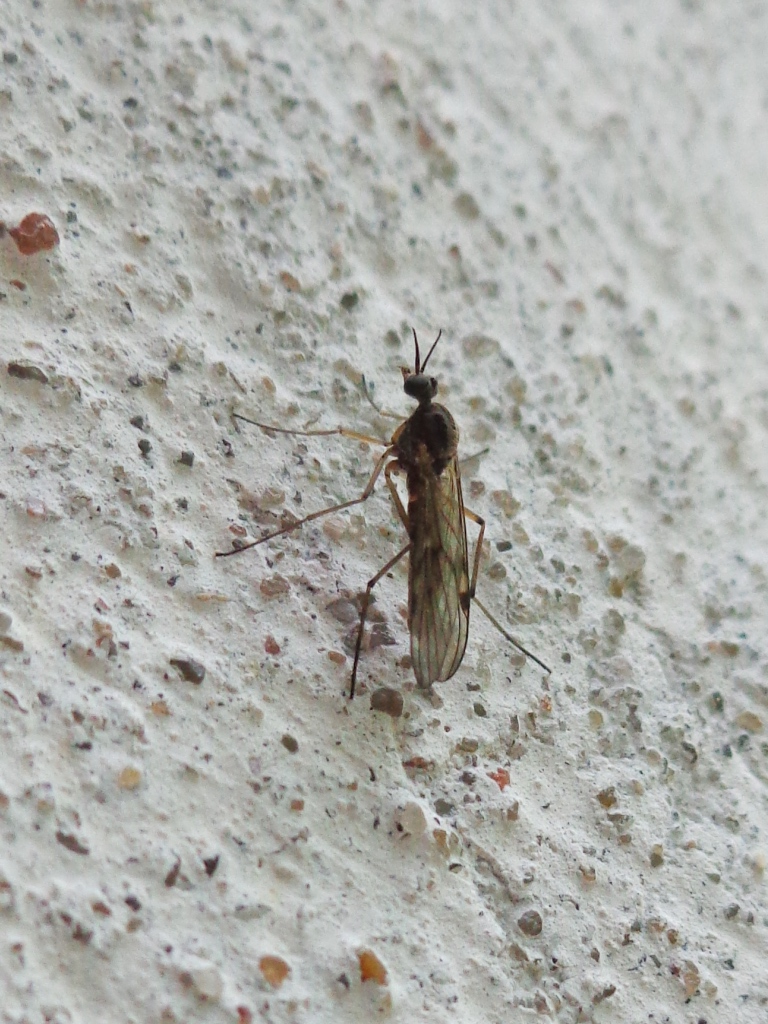